# Tony Samil
Tony Sigvard Samil, född 13 februari 1969, är en svensk skådespelare och musiker.
Som skådespelare har Samil medverkat i bland annat teaterföreställningarna Saltkråkan och Herrarnas & damernas samt i TV-serien Skilda världar. Med sin familj har han de senaste åren turnerat med flera föreställningar för barn, däribland Kotte och Vera, Sing' du me' mej och Ginos clowner.
Som musiker spelar han i coverbandet Blåställ, tillsammans med Pontus Varg.

## Produktioner
- Kotte och Vera, barnföreställning Turné Roll: Kotte 2007-2012
- Sing du me' mej, allsång för barn, Turné 2011
- Ginos Clowner, barnföreställning 2011-2012
- Saltkråkan, Fjäderholmsteatern, Roll: Krister Regi: Olle Ljungberg 2004
- Herrarnas & Damernas, krogshow, Sälen 2003-2004
- Hemsöborna, Fjäderholmsteatern, Roll: Norman, Regi: Olle Ljungberg 2002-2003
- Reservoir Dogs, Pistolteatern, Roll: Mr Pink Regi: Lina Svanberg 2002
- Gud bevars omgivningen när en människa får en idé, Pistolteatern Roll: Läkaren, Regi: Stig Ossian Ericson 2001
- Skilda världar, TV4, Roll: Olov, 1999-2001
- Håtunaleken Bygdespel, Roll: Kung Birger Regi: Stefan Moberg 1996-2000
- Gruffet i Chiozza, Roll: Toffolo, Regi: Thomas Heineman, 1998

### Fotnoter
1. ↑  Elisabeth Lindham (15 september 1999). ”"Skilda världar" får fyra nya ansikten”. Aftonbladet. http://wwwc.aftonbladet.se/noje/9909/15/varldar.html. Läst 2 april 2016.